# ギリシャ国鉄3107形気動車

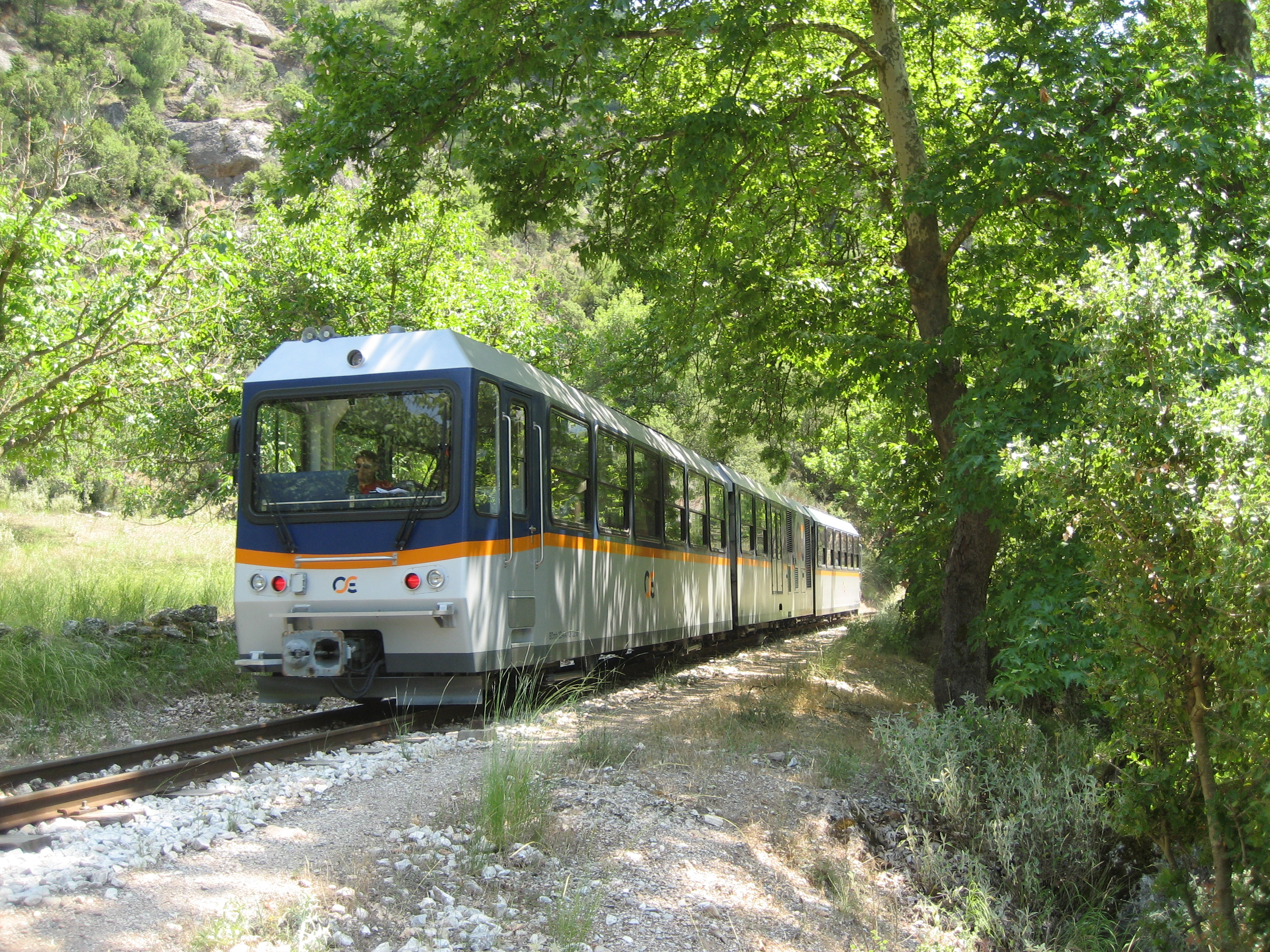
750mm軌間の登山鉄道であるディアコプト・カラヴリタ鉄道で運用されている3107形、2009年

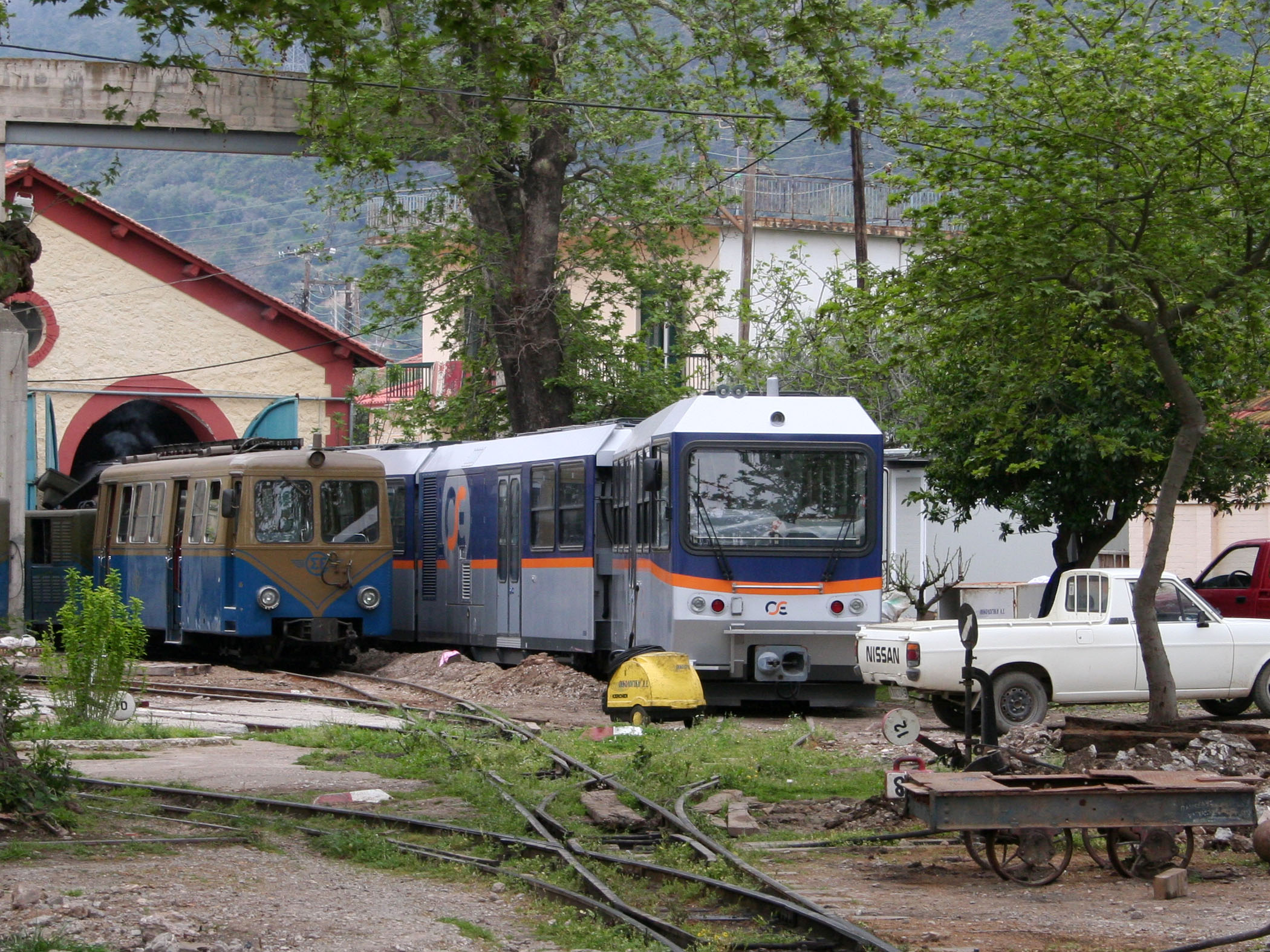
ディアコプトの車庫で従来型の気動車（左）と並ぶ3107形（右）、2009年

ギリシャ国鉄3107形気動車(ギリシャこくてつ3107がたきどうしゃ)は、ギリシャのペロポネソス半島のディアコプト・カラヴリタ鉄道（el:Οδοντωτός σιδηρόδρομος Διακοπτού - Καλαβρύτων）で使用される山岳鉄道用ラック式気動車であり、製造されたスイスの形式付与方によるBDmh2Z+4A/12形とも呼称され、現車にこの形式名も記載されている。

## 概要
1896年に開業したギリシャ唯一のラック式鉄道である750mm軌間のディアコプト・カラヴリタ鉄道（通称オドンドトス）は、当初ピレウス・アテネ・ペロポネソス鉄道によって建設と運行がなされ、近年では1958-67年にいずれもフランスで製造されたBillard製の3001形およびドコービル製の3004形の両形式を使用してギリシャ国鉄によって運行されており、国内有数の観光路線となっていた。しかしながら、これらの機材や施設の老朽化が進んでいたために2003-09年に機材の更新とこれに伴う軌道等の強化を軸とした総額37百万ユーロの近代化計画が実施されることとなり、2007年にスイスのシュタッドラー・レールから3両固定4編成が導入され、翌年から運行を開始した電気式のラック式気動車が本項で記述する3107形である。シュタッドラー・レールは、従来スイスを初めとする各国のラック式鉄道車両を手がけてきたSLMが企業再編によってSulzer-Winproとなった1998年に、同社のラック式鉄道車両部門を引継いで、その後もスイスおよびヨーロッパ向けを中心に多くのラック式鉄道車両を製造しているメーカーとなっている。
本形式は、基本設計は同社の低床式車両シリーズであるGTWのものを、台車、駆動装置1980-90年代にSLMが開発し、その後シュタッドラーが引き継いだ標準型ラック式電車シリーズのものをそれぞれベースとし、ラック式駆動装置を装備した台車と、粘着式駆動装置を装備した台車を別個に装備して構造の簡略化と粘着区間での最高速度の確保を図ったことが特徴となっており、3両固定編成で6基装備される台車のうち、中央車体の2基がラック区間の駆動用ピニオン1軸を、両端車体の各1基が粘着区間用の動軸1軸をそれぞれ装備しており、両端車体の残る1基ずつはラック/粘着区間どちらの駆動装置も装備しない従台車となっている。なお、粘着式駆動装置での車軸配置2‘B’+2’2’+B’2’、ラック式駆動装置での車軸配置は2’2’+1A’1A’+2’2’となっており、双方合わせた表記では2’B’+1Az’1Az'+B’2’となっているほか、本形式をGTWシリーズの一形式とする資料もある。機番と製造所、製造年、製造番号、車体番号は下記のとおりである。
- 3107 - Stadler - 2007年 - L-4090 - 3107+3507+3207
- 3108 - Stadler - 2007年 - L-4091 - 3108+3508+3208
- 3109 - Stadler - 2007年 - L-4092 - 3109+3509+3209
- 3110 - Stadler - 2007年 - L-4093 - 3110+3510+3210

## 仕様

### 車体・走行装置

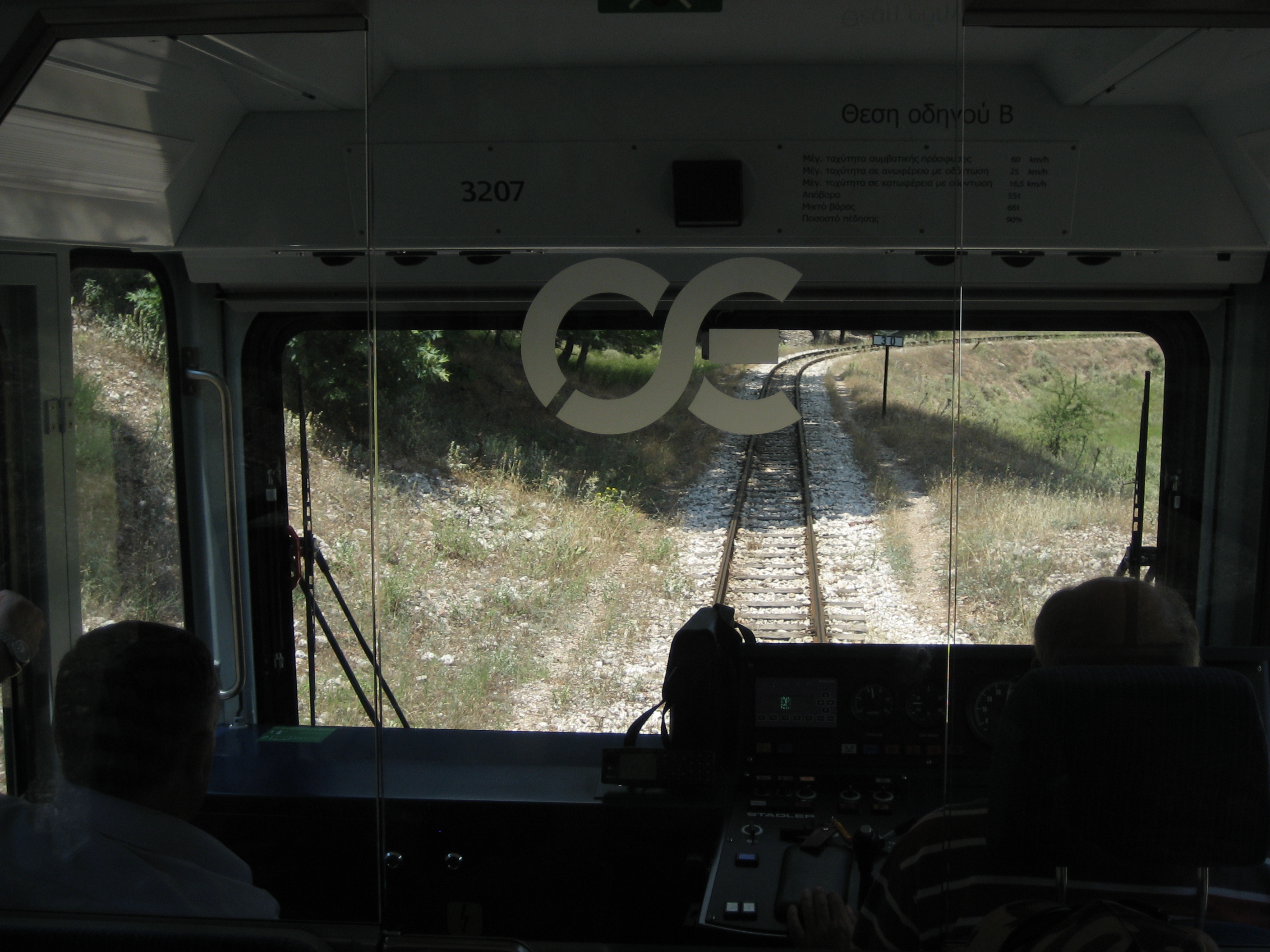
ガラス張りで全面展望を確保した3107形の運転室、2009年

- 本形式は3両固定編成で、両先頭車は片運転台式、中間車は室内の半分を機械室として主機と主発電機を、屋根上に主制御器をそれぞれ搭載しており、客室は全室2等室で、ホーム設備の関係から山上側を見て左側にのみ旅客用乗降口を設置し、右側は先頭車に乗務員室扉が、中間車に非常口が設置されるのみとなっている。外観は同時期のシュタッドラー・レールの直線を基調としたデザインの流れを引いた軽量構造の鋼製のもので、車体幅2200mm、全高3100mmと車両限界の小さいディアコプト・カラヴリタ鉄道に合わせたサイズとなっている。
- 正面はゆるやかなくの字型形状で、平妻、大型1枚窓のスタイルで、正面窓は狭小断面のトンネル内での非常脱出用に外側上部に開くことが可能なものとなっているほか、上部屋根中央に丸型の標識灯が、車体下部左右のに丸型の前照灯と標識灯が設置されている。連結器は車体取付の自動連結器で、空気管を併設しているほか、連結器上部に車体全幅に渡るステップが、左右の車体下部に大型のスノープラウが設置されている。なお、前面のステップは前後正面とも山上側を見て左側が乗降用に一段低くなったものとなっている。
- 車体は山麓側から先頭車の運転室、2等室、中間車の車いすスペース付2等室、機械室、山上側先頭車の2等室、運転室の構成となっており、窓扉配置は山上側を見て右側が1d6+2d+6d1（乗務員室窓-乗務員室扉-2等室窓（山麓側先頭車）+2等室窓-非常口（中間車）+2等室窓-乗務員室扉-乗務員室窓（山上側車体）、左側が12D3+D2+3D21（乗務員室窓-2等室窓-乗降扉-2等室窓（山上側先頭車）+乗降扉-2等室窓（中間車）+2等室窓-乗降扉-2等室窓-乗務員室窓（山麓側車体）となっている。客室窓は大型の上段下降、下段固定窓、乗降扉は両開式プラグドアとなっており、乗降口には2段のステップが設置されてステップ最下段高は850mm、床面高は1200mmとなっている。また、中間車の非常扉は乗降扉と同様のプラグドアであるがステップが車体外部に設けられてたものとなっている。
- 座席は2+2列の4人掛けの固定式クロスシートで、先頭車に5ボックスと乗降扉の反対側に0.5ボックスずつ、中間車に2ボックスが設置され、先頭車の乗降扉横部には折畳み式補助席が、中間車の乗降扉横部には手荷物置場とスキーラックが設置され、その反対側は車いすスペースとなっている。座席は2名分が一体となった背摺りの低いもので、青色のクッションが設置されている。室内は壁面と天井がライトグレー、床面がグレー、運転席機器類は青色となっている。運転室は山上側を見て右側に運転台が設置されており、デスクタイプの運転台に横軸式のマスターコントローラーおよび縦軸式ブレーキハンドルが設置され、運転室横の窓は引違い式でバックミラーが設置されている。
- 屋根上は先頭車に空調装置2基と発電ブレーキ用抵抗器が、中間車に空調装置1基と主制御器、補機類が搭載されており、前面および側面には機器カバーが設置されている。また、中間車の機器室内には主機のディーゼルエンジンと発電機が各1基が中央に設置され、その周囲に補機類が配置されており、車端部にラジエターが、車体中央側に電気機器室が設置されている。
- 台車はシュタッドラー製の鋼材組立式で、固定軸距は編成両端の従台車は1600mm、両先頭車連結面寄りの粘着式動台車は1800mm、中間車のラック式動台車は偏心式の1900mmとなっており、動台車には定格出力105kWの主電動機と粘着式もしくはラック式の駆動装置各1基が装荷されており、粘着式駆動装置は1台車あたり1基の主電動機で2軸駆動、ラック区間用のピニオンは1台車あたり1軸駆動で従輪の車軸に滑合されているほか、従台車の車軸にはブレーキ用のピニオンが設置されている。また、軸箱支持方式は円筒案内式、牽引力伝達は台車枠の下を通る車体支持梁と台車枠横梁間の牽引棒で伝達され、ラック方式はラックレールが2条のアプト式となっている。
- 主機はMAN製のV型12気筒ディーゼルエンジンでEuro 2[注 11]に対応したものとなっており、これと発電機1組と、IGBTを使用した可変電圧・可変周波数式の主制御装置2台によって粘着式駆動装置、ラック式駆動装置各2基ずつ計4基のかご形三相誘導電動機 を駆動している。粘着区間では粘着式駆動装置のみを使用して主電動機も2基のみの駆動、ラック区間では粘着式、ラック式双方の駆動装置を使用して主電動機は全4基の駆動となる。また、電気ブレーキ装置として発電ブレーキ機能を有しており、主電動機で発電した電力を屋根上に搭載した抵抗器で熱に変換することでブレーキ力としているほか、空気ブレーキを装備している。
- 車体塗装は銀色をベースに窓回りを濃青色としてその下部にオレンジ色の細帯が入り、車体裾部がダークグレーとなるもので、中間車機械室側面大型の、両先頭車側面下部と前面下部中央に小型のギリシャ国鉄のマークが入るものとなっており、床下機器と台車、屋根はダークグレーで、屋根上機器は銀色となっている。

### 主要諸元
- 軌間：750mm
- 動力方式：ディーゼルエンジンによる電気式
- 軸配置：2'Bo'+1Az'1Az'+Bo'2'
- 最大寸法：全長34950mm、車体幅2200mm、屋根高3100mm
- 軸距：1800mm（粘着式動台車）、1900mm（ラック式動台車）、1600mm（従台車）
- 車輪径：675mm（動輪、従輪とも）
- 自重：55t
- 定員：2等座席104名、折畳席4名
- 走行装置
  - 主機：MAN製V型12気筒ディーゼルエンジン（定格出力588kW、Euro 2準拠）
  - 主制御装置：IGBT使用のVVVFインバータ制御
  - 主電動機：かご形三相誘導電動機、2台（粘着式駆動装置）+2台（ラック式駆動装置）（1時間定格出力：440+440=880kW）
  - 牽引力：40kN（粘着区間最大）、80kN（ラック区間最大）
- 最高速度：25km/h（登り）、16.5km/h（下り152パーミル）、60km/h（粘着区間）
- ブレーキ装置：発電ブレーキ、空気ブレーキ

## 運行
- ディアコプト・カラヴリタ鉄道はペロポネソス半島の北部アハイア県、コリンティアコス湾岸の、ギリシャ国鉄の1000mm軌間の路線に接続する標高10mのディアコプト駅から、ヴォライコス川に沿って遡り、途中3か所3.4kmのラック区間でヴライコス渓谷を抜けて標高625mザフロルー駅（近くの修道院の名をとって別名メガ・スピレオン駅とも呼ばれる）に至り、さらにヴォライコス川を遡って、標高712mのカラヴリタ駅に至る全長22.3kmで7つの駅および停留場を有し、最急勾配粘着区間33パーミル、ラック区間152パーミル[注 12]の山岳鉄道で、地元住民のほかトレッキングやスキーなどの旅客を輸送する観光路線となっている。この路線は1889年に建設が決定され、5年の歳月と3.5百万ドラクマの費用を費やして1896年3月10日に開業したものであるが、1890年には南部のトリポリまでの延長も計画されているがこちらは実現していない。
- 本形式は2007年にシュタッドラーで製造された後、同年5-7月にギリシャに輸送されたが、並行して重量の重い本形式の導入に伴う橋梁の補強工事などの路線の改修工事が実施されていたため、2008年末までは粘着区間での試運転が行われていたのみとなっており、その後改修工事の進捗に伴い2009年5月6日にはラック区間での試運転が開始され、同年7月2日のダイヤ改正より営業運転を開始している。
- 本形式を使用したダイヤでは平日3往復、休日5往復が所要時間70分で運行しており、最高速度は粘着区間40km/h、ラック区間12km/hとなっている。なお、2023年9月25日の豪雨による土砂崩れや洪水により長期間運休となり、2024年に運行を再開しているが、当面の間は休日の2往復は不定期運行となっている。、

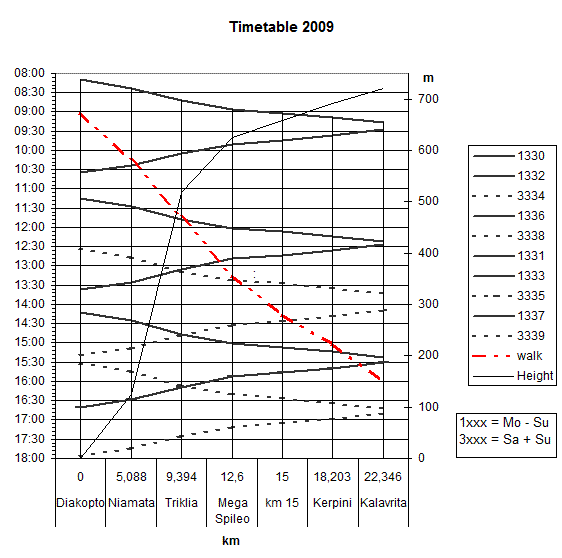
ディアコプト・カラヴリタ鉄道の2009年ダイヤ
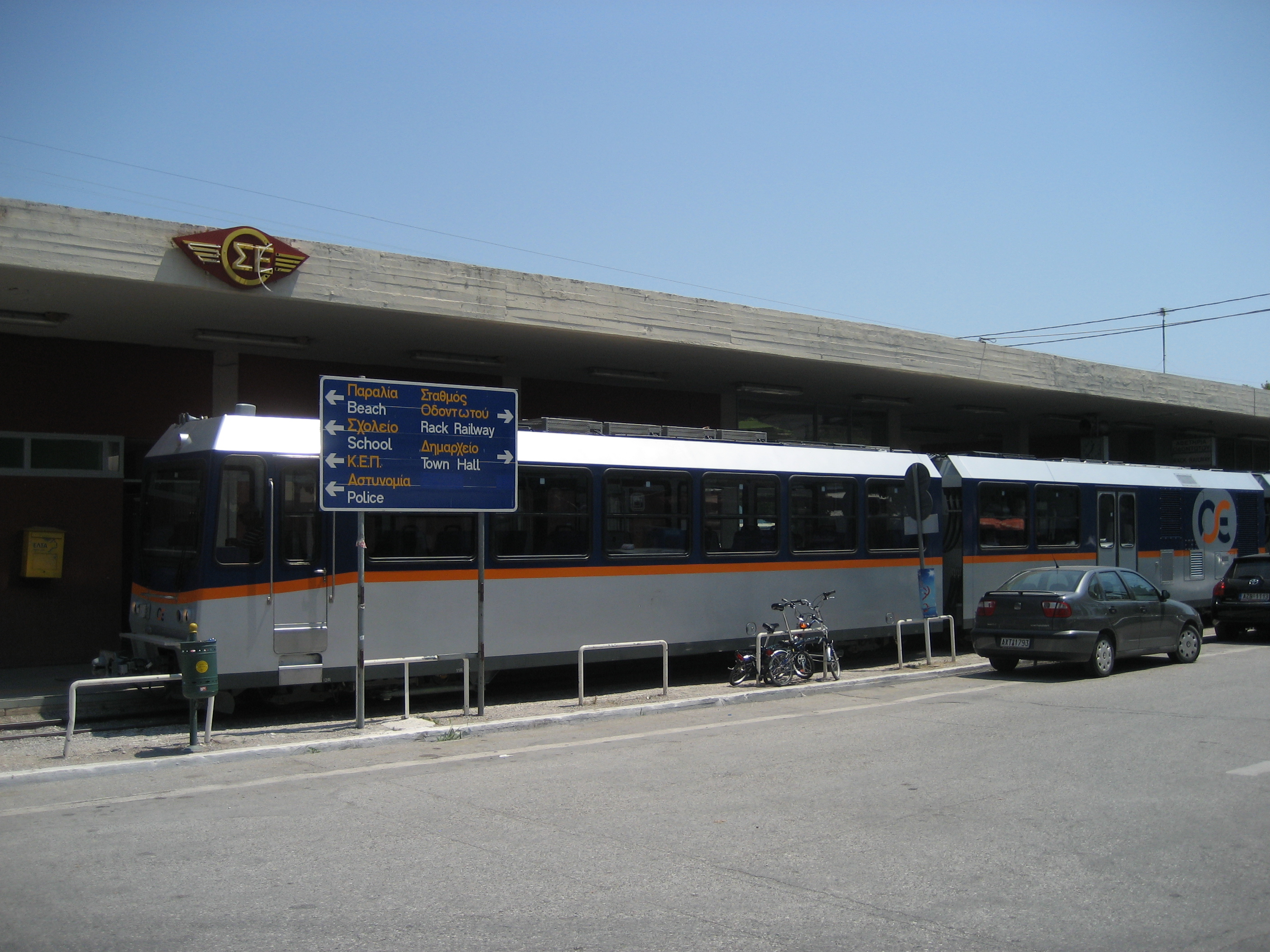
ディアコプト駅に停車中の3107形、乗降扉の設置されないホームと反対側の側面、2009年
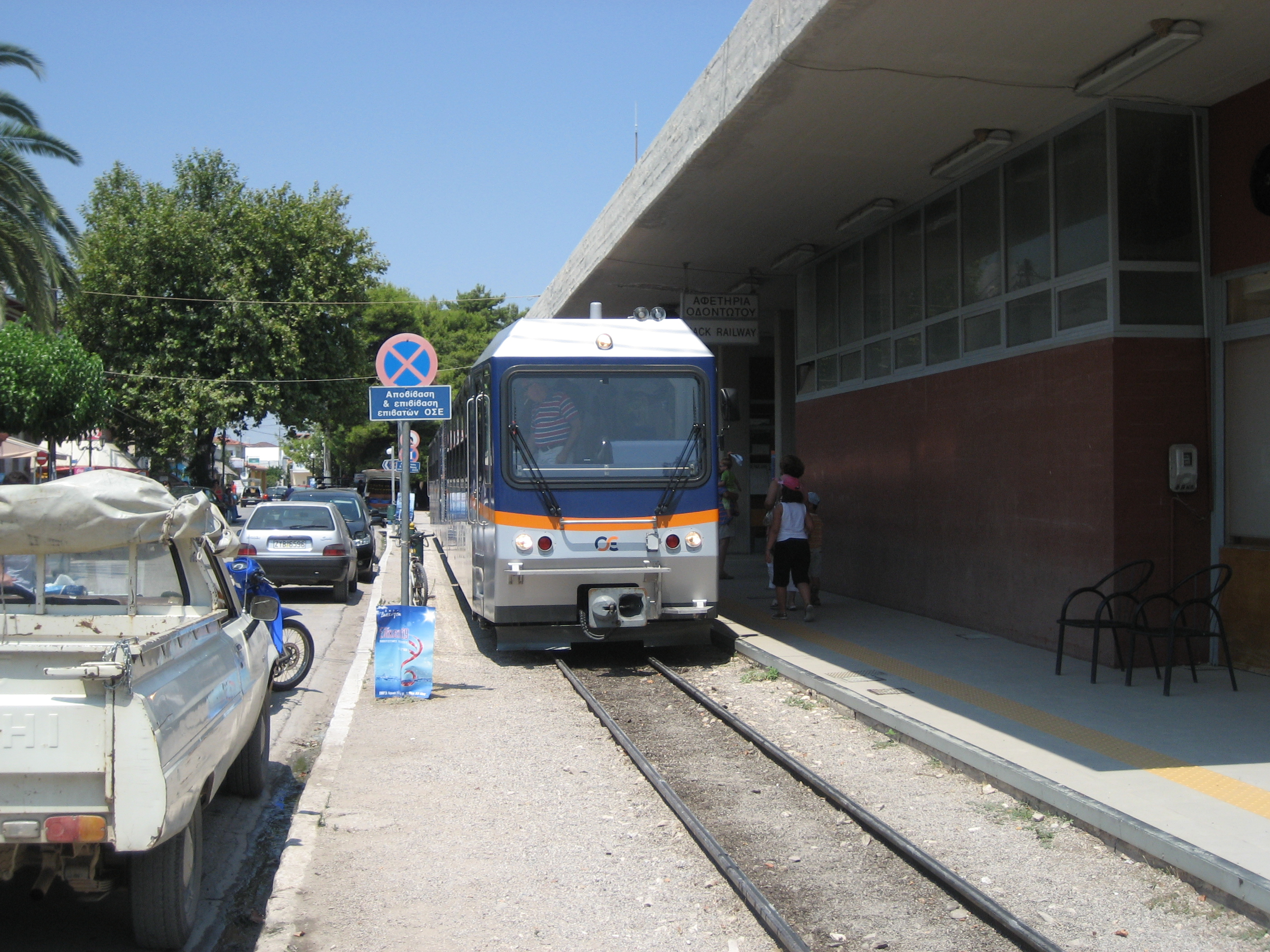
ディアコプト駅に停車中の3107形、運転台は編成の前後ともホーム側にあり、前後正面は左右対称の形態、2009年
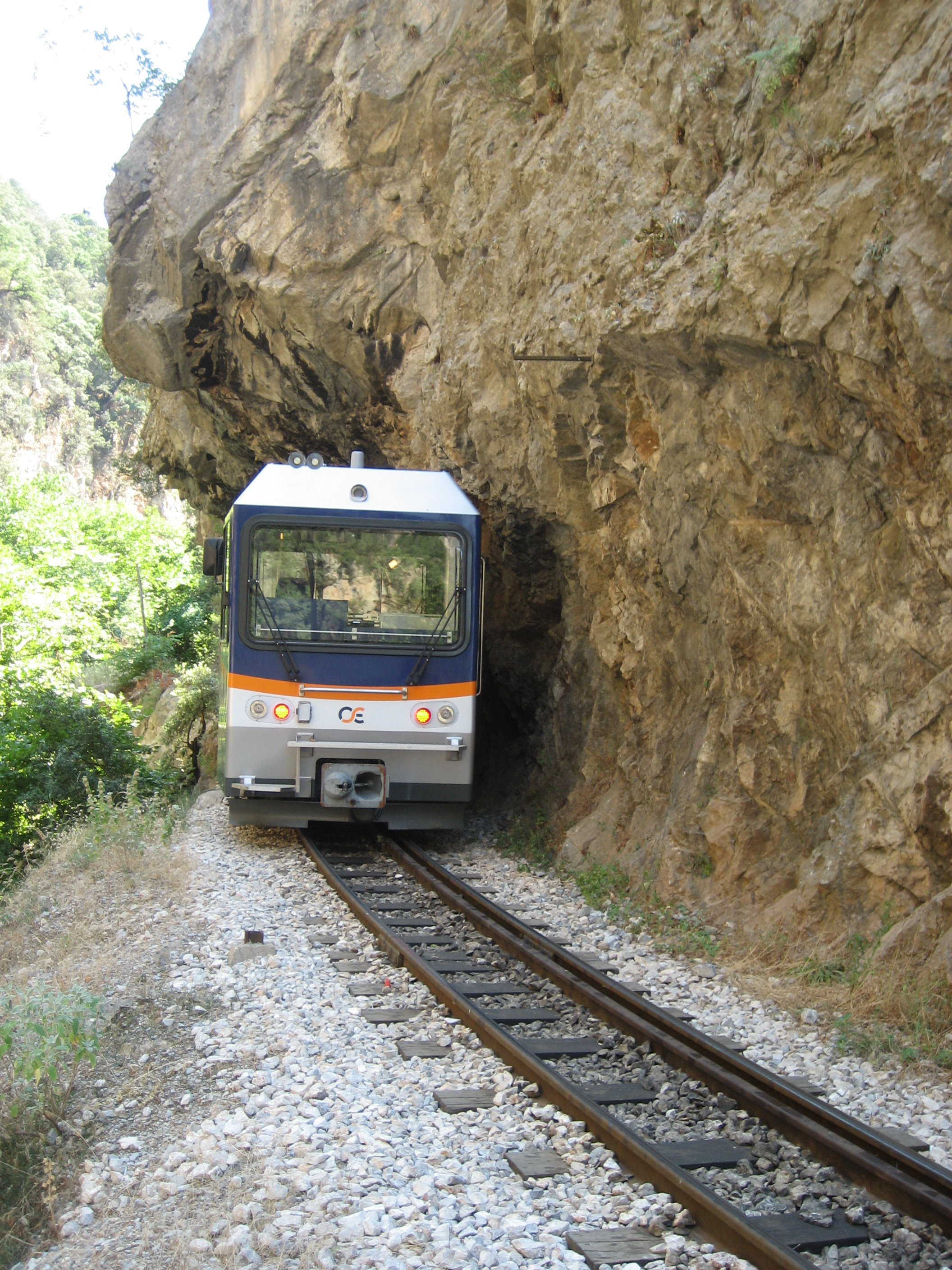
ヴライコス渓谷の片洞門を抜ける3107形、2009年
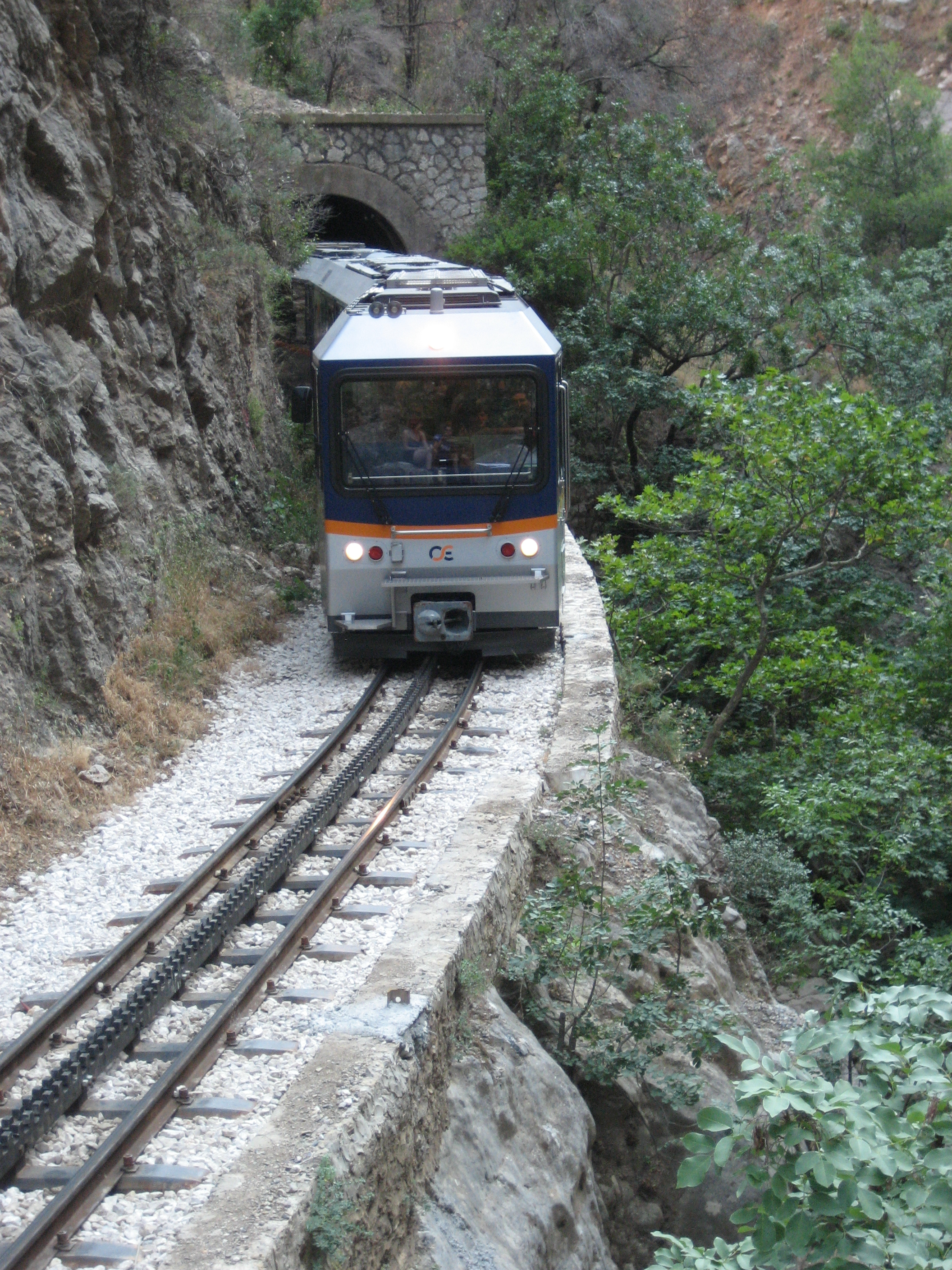
ウライコス渓谷のラック区間を運行する3107形、2009年
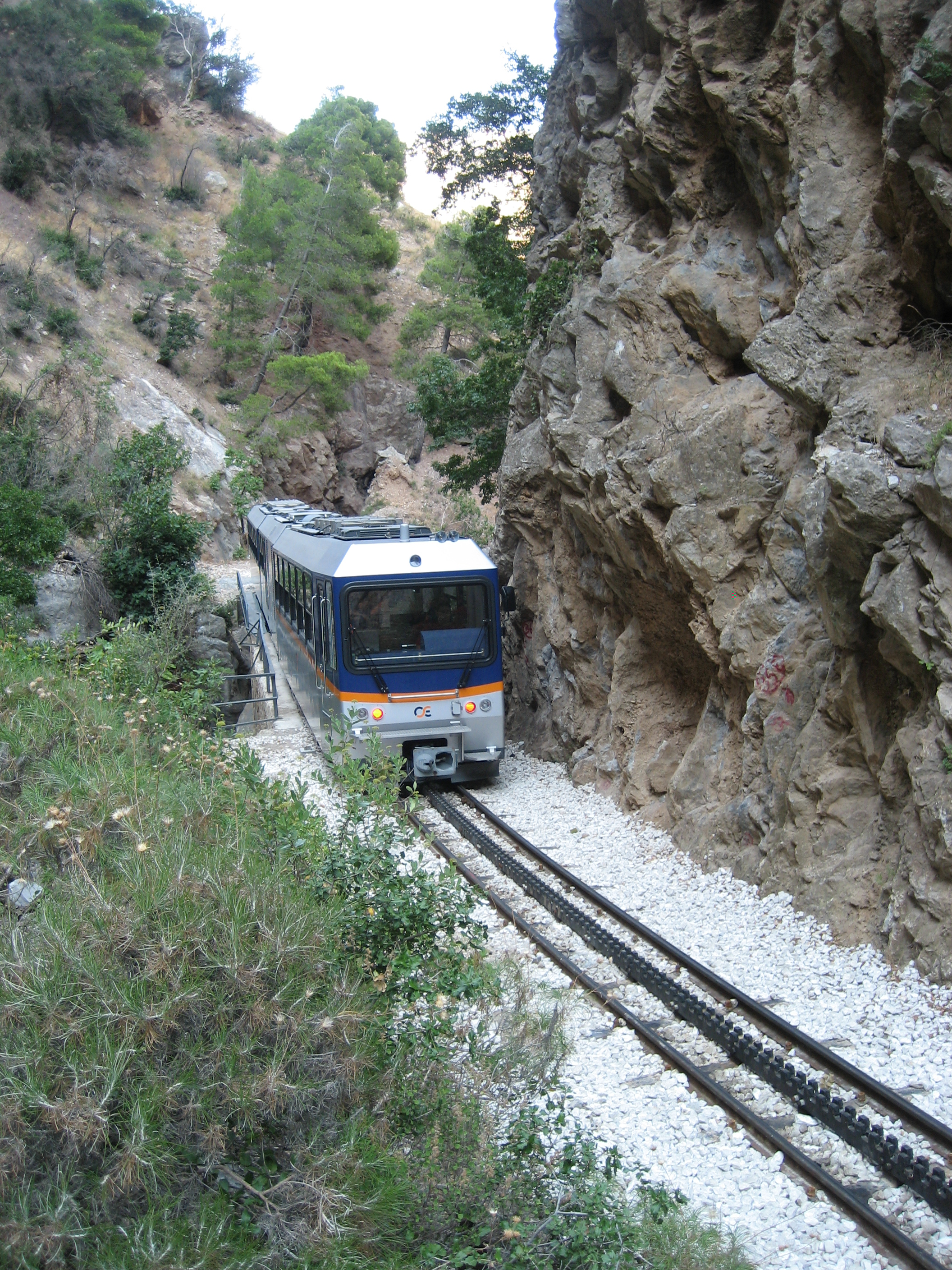
同じくウライコス渓谷のラック区間、同渓谷は岩山からなっている、2009年